# Каланхое
Каланхоето (Kalanchoe) е род растения, включващ повече от 200 вида сукуленти, разпространени в тропическа и Южна Африка, Мадагаскар, Южна и Югоизточна Азия до Китай и остров Ява, и тропическите райони на Южна Америка. Повечето видове, които се отглеждат от колекционерите обаче, са с произход от Мадагаскар и Южна Африка.
Каланхоето, известно още и като бриофилум (Bryophyllum), е популярно, стайно, сукулентно растение от семейство Дебелецови с трайни и красиви цветове, което не изисква много грижи. На височина достига до един метър. Поради лечебните му свойства в Русия например го наричат „лекар“, а в Европа е популярно като „дървото на Гьоте“, тъй като известният немски поет и философ го е наблюдавал и изследвал, и е открил много от тези лечебни свойства. С целенасочени грижи може да се предизвика цъфтеж на каланхоето по всяко време на годината и това го прави изключително популярно за промишлено производство.

## Климат
Каланхоето расте най-добре при сух и умерен климат. Но за бърз растеж се препоръчва отглеждането във влажна среда. Оптималните температури са около 20 °C. Каланхоето се нуждае от много светлина и това е особено важно през зимата. За да се гарантира обилен цъфтеж и да се поддържа растението компактно, през зимата може да се доосветява.
Каланхоето е растение на късия ден, което означава, че цветоносите се залагат при къс ден, т.е. през зимния период. В домашни условия може да се прибегне и до затъмняване, така че да се симулира къс ден.

## Стимулиране на цъфтеж
Каланхоетата могат да бъдат стимулирани да цъфнат на конкретна дата целогодишно. Както казахме, те са растения на късия ден, с критичен период на осветеност от 12,5 часа. За по-бърз цъфтеж се препоръчва 10-часов период на осветеност – това е и оптималният, критичен период на осветеност. Някои видове могат да произведат цветоноси и след само два последователни къси дни, но с увеличаването на броя последователни къси дни, се увеличава експоненциално и броя на цветовете, като оптималния брой къси последователни дни е между 14 и 21. При професионално производство на цветя най-често се препоръчва този период да е поне 42 последователни къси дни (6 седмици). Цветните пъпки обикновено вече са видими в края на периода на затъмняване. Връщането на растението към период на дълги дни след приключването на периода на затъмняване има и допълнителното предимство, че намалява издължаването на цветоносите и резултатът е по-компактно растение.
В северното полукълбо каланхоето при естествени условия формира цветоноси между средата на октомври и средата на март. При тези естествени условия, каланхоето ще започне да цъфти през късния декември.
При затъмняване трябва да се използва абсолютно непропусклив на светлината кашон или плат, тъй като каланхоето е изключително чувствително към светлината.
При инициирането на цъфтеж има значение и периода от годината и възрастта на растението. Според направените изследвания, през зимата цъфтежът е по-дълъг.
Предполага се, че това се дължи на комбинираното влияние на разликите в температурата и количеството светлина. По-възрастни растения се нуждаят от по-кратък период на затъмняване, от по-млади растения.

## Температура
Оптималните температури за отглеждане на каланхое по време на вегетативно развитие са между 18 и 20 °C през нощта и 24-27 °C през деня. По време на периода на къси дни, през нощта се поддържат 18 °C. Температури под 17 и над 24 °C по време на периода на затъмняване ще забавят цъфтежа. Това е проблем особено през лятото, когато температурите лесно се вдигат над 24 °C при затъмняване. Интересно е, че каланхоетата са по-чувствителни към високи нощни температури в началото на периода на затъмняване и не толкова чувствителни в края на същия период. Този проблем лесно може да бъде избегнат с покриване на растението след 7 вечерта и премахване на покривалото късно сутринта.

## Поливане
Каланхоетата по природа са сравнително устойчиви на засушаване, но това не означава, че трябва да се държат сухи. Не бива да се допуска да увяхват или да се засушават драстично. Количеството на водата е в зависимост от стадия на развитие и атмосферните условия. Почвата трябва да просъхва между две обилни поливания. Продължителен период на мокра почва може да доведе до загниване на корените и стъблото. При проветриви условия и отглеждане навън се наблюдават по-малко проблеми. Важно е при поливането да има регулярност. Редуването на сухи и влажни периоди може да доведе до проблеми с корените. При често мокрене на цялото растение има опасност от развиване на ботрит (Botrytis).

## Торене
Желателно е каланхоето да се тори с разреден торов разтвор при всяко поливане. Формулата за торене силно зависи от вида на каланхоето и сезона, но най-общо се препоръчва формула на NPK 20-10-20, с редуване на калциеви торове за набавяне на нуждите от калций. По време на формиране на цветоносите, растението се нуждае от леко завишени дози на калия, но след оформянето на цветните пъпки е препоръчително да се спре торенето и да се полива с чиста вода.

## Подрязване
По-възрастните растения се нуждаят от леко подрязване с цел да се стимулира разклоняване, да се намали размера на растението, и да се стимулира образуването на повече цветоноси. В повечето случаи видовете разпространени в търговската мрежа имат склонността да се разклоняват сами и подрязване между март и септември не е необходимо. Дори подрязване в този период забавя цъфтежа с около две седмици. Леко подрязване само на връхчетата е препоръчително между октомври и февруари.

## Болести и неприятели
Каланхоето е лесно за отглеждане растение и лесно може да се предпази от неприятели и болести. Добре е обаче да следите за няколко неща. На първо място внимавайте за трипси – те лесно разнасят вирусни заболявания между цветята. Също така внимавайте за гъбични заболявания и мана. Друг често срещан вредител по каланхоето е Duponchelia – това е малка пеперуда, чиято гъсеница изяжда каланхоето отвътре навън. Недостигът на цинк, към което каланхоето е особено чувствително, обикновено се изразява в бледи, дребни и деформирани млади листа. При продължителни влажни периоди се наблюдава едема – това са кафяви, твърди петна по листата.

## Размножаване
Най-разпространено и лесно е вегетативното размножаване. Резниците трябва да бъдат с дължина 5-8 см и две двойки листа. Долните листа се премахват и оголената част се слага в пръст за вкореняване. Не са необходими хормони за вкореняване, тъй като каланхоето се вкоренява изключително бързо и лесно. Примерна почва, която би била добра за вкореняване, се състои от 1 част торф и 1 част перлит или пясък. Каланхоето развива слаба коренова система, така че може да се сади в малки саксии, но ако искате да си спестите пресаждане на по-късен етап, може и направо в големи саксии да се вкоренява. Препоръчително е опръскване на резниците по време на вкореняване, а не директно поливане. Поддържа се висока осветеност, но може да се наложи леко засенчване, ако вкоренявате късна пролет, през лятото или ранна есен. Температурата е желателно да бъде около 20 – 22 °C, може да се сложи и електрическа възглавница отдолу или да се държи върху парно. Опръскването може да се намали след около седмица след залагането на резниците. След около 14 – 21 дни, растението би трябвало да е добре вкоренено.

## Почва
Тъй като каланхоето е сукулент, почвата трябва да бъде силно водопропусклива, но все пак с достатъчно количество органична субстанция. Поради тази причина, подходяща почва е 50% торф и 50% перлит. Водородният показател (pH) на почвата трябва да бъде около 6,0 – 6,5. Каланхоето е чувствително към недостиг на цинк и тази чувствителност е още по-засилена при високи нива на фосфор. При поддържане на тези препоръчителни нива на pH, цинкът и фосфорът са в необходимите нива. При пресаждане на вкоренени резници, може да махнете почвата от повърхността на вкоренения резник, за да се избегне загниване на стъблото.

## Видове
- Kalanchoe adelae
- Kalanchoe arborescens
- Kalanchoe beauverdii
- Kalanchoe beharensis
- Kalanchoe bentii
- Kalanchoe blossfeldiana
- Kalanchoe bouvetii
- Kalanchoe bracteata
- Kalanchoe crenata
- Kalanchoe crundallii
- Kalanchoe daigremontiana
- Kalanchoe dinklagei
- Kalanchoe eriophylla
- Kalanchoe farinacea
- Kalanchoe figuereidoi
- Kalanchoe flammea
- Kalanchoe gastonis-bonnieri
- Kalanchoe glaucescens
- Kalanchoe gracilipes
- Kalanchoe grandidieri
- Kalanchoe grandiflora
- Kalanchoe hildebrantii
- Kalanchoe jongmansii
- Kalanchoe kewensis
- Kalanchoe laciniata
- Kalanchoe lateritia
- Kalanchoe laxiflora
- Kalanchoe linearifolia
- Kalanchoe longiflora
- Kalanchoe luciae
- Kalanchoe macrochlamys
- Kalanchoe marmorata
- Kalanchoe marnieriana
- Kalanchoe millottii
- Kalanchoe miniata
- Kalanchoe nyikae
- Kalanchoe obtusa
- Kalanchoe orgyalis
- Kalanchoe petitiana
- Kalanchoe porphyrocalyx
- Kalanchoe pubescens
- Kalanchoe pumila
- Kalanchoe quartiniana
- Kalanchoe rhombopilosa
- Kalanchoe robusta
- Kalanchoe rolandi-bonapartei
- Kalanchoe rosei
- Kalanchoe rotundifolia
- Kalanchoe schizophylla
- Kalanchoe serrata
- Kalanchoe sexangularis
- Kalanchoe streptantha
- Kalanchoe suarezensis
- Kalanchoe synsepala
- Kalanchoe thyrsiflora
- Kalanchoe tomentosa
- Kalanchoe tubiflora
- Kalanchoe uniflora
- Kalanchoe velutina
- Kalanchoe viguieri